# Афумаци (Олт)
Афумаци (рум. Afumați) насеље је у Румунији у округу Олт у општини Лељаска. Oпштина се налази на надморској висини од 337 m.

## Становништво
Према подацима из 2002. године у насељу је живело 172 становника, од којих су сви румунске националности.